# (17166) Secombe
(17166) Secombe (1999 MC) – planetoida z pasa głównego asteroid okrążająca Słońce w ciągu 5,43 lat w średniej odległości 3,09 j.a. Odkryta 17 czerwca 1999 roku.